# Pojuca (kommun i Brasilien)
Pojuca är en kommun i Brasilien.   Den ligger i delstaten Bahia, i den östra delen av landet, 1 100 km öster om huvudstaden Brasília. Antalet invånare är 33 064.
I omgivningarna runt Pojuca växer i huvudsak städsegrön lövskog. Runt Pojuca är det ganska tätbefolkat, med 72 invånare per kvadratkilometer.